# Vaïssac
Vaïssac är en kommun i departementet Tarn-et-Garonne i regionen Occitanien i södra Frankrike. Kommunen ligger i kantonen Nègrepelisse som tillhör arrondissementet Montauban. År 2022 hade Vaïssac 952 invånare.

## Befolkningsutveckling
Antalet invånare i kommunen Vaïssac
| Referens: INSEE |